# Anton Desvalls i de Castellbell
Anton Desvalls i de Castellbell (1628 - 1685) fou un cavaller català.
Anton Desvalls va néixer el 1628, essent el fill de Joan Baptista Desvalls i de Junyent i de Cecília de Castellbell i de Josa.
Durant la guerra dels Segadors es posiciopà militarment en favor de les institucions catalanes. Acabada la guerra, es mantingué al servei del rei de França fins que va retornar a Catalunya l'any 1658. Va fer costat a Joan Josep d'Àustria, que prengué el poder l'any 1677 com a primer ministre del seu mig germà Carles II, la qual cosa facilità l'obtenció de la patent de noblesa l'any 1681.

## Núpcies i descendència
El 19 de juny de 1665 es casà amb Agnès de Vergós i de Bellafilla, filla del cavaller Dídac de Vergós i de Sorribes. El matrimoni tingué almenys 9 fills:
- Antoni Desvalls i de Vergós (1666 - 1724), 1r marquès del Poal
- Anna Desvalls i de Vergós, casada amb Carles de Ponts
- Joan Desvalls i de Vergós
- Carles Desvalls i de Vergós
- Manuel Desvalls i de Vergós (1674 - 1774)
- Lleonard Desvalls i de Vergós, monjo de Sant Cugat del Vallès
- Tribuci Desvalls i de Vergós
- Josep Desvalls i de Vergós
- Manuela Desvalls i de Vergós, monja de Santa Maria de Vallbona